# Argentinadraco
Argentinadraco is een geslacht van uitgestorven pterosauriërs, behorend tot de Pterodactyloidea, dat tijdens het Laat-Krijt leefde in het gebied van het huidige Argentinië. De enige benoemde soort is Argentinadraco barrealensis.

## Vondst en naamgeving
In 2011 werd uit Patagonië de vondst gemeld van een paar onderkaken van een pterosauriër op dezelfde vindplaats die ook Futalognkosaurus had opgeleverd, op de noordoever van het Lago Barrealis in de provincie Neuquén.
In 2017 werd de typesoort Argentinadraco barrealensis benoemd en beschreven door Alexander Wilhelm Armin Kellner en Jorge Orlando Calvo. De geslachtsnaam combineert een verwijzing naar Argentinië met het Latijn draco, 'draak'. De soortaanduiding verwijst naar de herkomst bij het Barrealmeer. De Life Science Identifiers zijn B62A9309-480A-4CEE-95D2-CDA937EDF4B7 voor het geslacht en 0DC3490E-AA4C-4DB9-BF84-8F9B4256601C voor de soort.

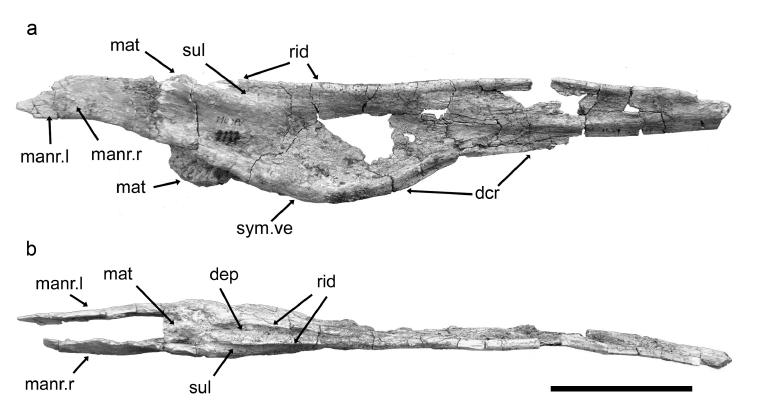
Het holotype

Het holotype, MUCPv-1137, is gevonden in een laag van de Portezueloformatie die dateert uit het Turonien-Coniacien. Het bestaat uit een paar vergroeide voorste onderkaken, de dentaria. Het fossiel maakt deel uit van de collectie van het Centro Paleontológico Lago Barreales van de Universidad del Comahue.

## Beschrijving

### Grootte en onderscheidende kenmerken
Het stuk van de onderkaken heeft een bewaarde lengte van 258 millimeter. Dat wijst op een vleugelspanwijdte van zo'n twee meter.
De beschrijvers wisten enkele onderscheidende kenmerken vast te stellen. Het betreft allereerst drie autapomorfieën, unieke afgeleide eigenschappen. De symfyse van de onderkaken, hun voorste vergroeiing, heeft in zijaanzicht een opvallend holle onderrand. Aan de achterkant van de symfyse bevinden zich op het bovenvlak twee goed ontwikkelde richels, evenwijdig in de lengterichting lopend. Aan de buitenste zijkant van iedere richel op het bovenvlak loopt een evenwijdige trog. Verder is er een eigenschap die uniek is binnen de Azhdarchoidea. Op de onderzijde van de symfyse bevindt zich een kleine dentaire kam.

### Onderkaken

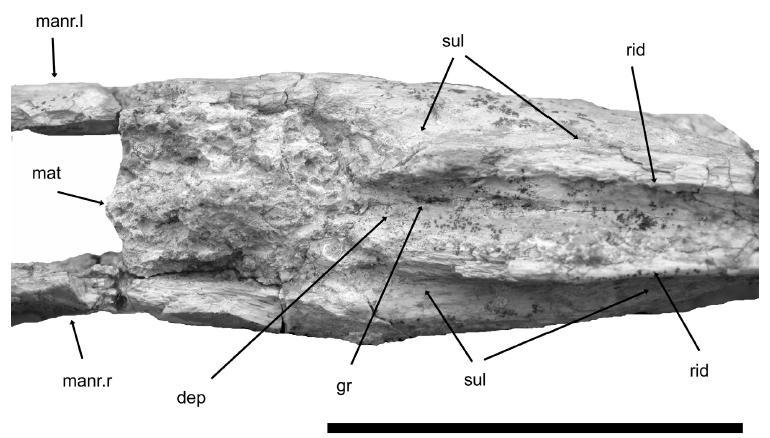
De symfyse van boven bezien, voorkant rechts

De onderkaken zijn tandeloos. De symfyse is overdwars sterk afgeplat. Geschat werd dat de symfyse ongeveer de helft van de totale lengte van de onderkaken bedraagt die dan zo'n halve meter zouden meten. Vooraan heeft de symfyse stompe zijranden aan weerszijden van een ondiepe middengroeve. Het bovenvlak vormt ondanks de afplatting geen scherpe kiel. Naar achteren loopt het vlak uit in een hol plateau met zijrichels waarnaast aan de buitenzijde weer troggen lopen. Tegelijkertijd wordt in zijaanzicht de kaak veel dieper, tot een hoogte van vierenveertig millimeter. Dit hoge stuk vormt een opvallende bolling met een dikke onderrand. Tussen deze bolling en het rechte lage voorste stuk van de symfyse wordt de curve recht afgesneden door een lage beenplaat, de dentaire middenkam op de onderzijde. Een trog op de onderzijde ontbreekt aldus. Naar achteren splitsen de onderkaken zich plots, twee takken vormend met een lege ruimte ertussen. De symfyse is bovenaan 193 millimeter lang en onderaan zestien centimeter. De takken worden naar achteren sterk lager, zodat de bolling ook naar achteren bolt. De onderkant van de takken wordt uiteindelijk hol. Hun bovenranden en onderranden zijn scherp. De fossa Meckeliana, de groeve op hun binnenkanten, is ondiep. Ze breken af voordat er contact gemaakt wordt met achterliggende kaakbotten.

## Fylogenie
Argentinadraco is in de Azhdarchoidea geplaatst, zij het zonder exacte kladistische analyse. De beschrijvers vermoedden dat het lid was van de Azhdarchidae.

## Levenswijze
De vreemde bouw van de kaak, met een hoog middenstuk met opstaande richels, werd verklaard als een aanpassing aan het scheppen van ongewervelden uit de modder. Argentinadraco zou in dat geval eerder in het binnenland dan aan de kust geleefd hebben.